# Haematopota tonkiniana
Haematopota tonkiniana är en tvåvingeart som beskrevs av Szilady 1926. Haematopota tonkiniana ingår i släktet Haematopota och familjen bromsar. Inga underarter finns listade i Catalogue of Life.